# 日本一明るい経済電波新聞
『日本一明るい経済電波新聞』（にほんいちあかるい けいざいでんぱしんぶん）はMBSラジオで2015年10月4日から毎週日曜日の午前中に放送されている経済情報番組。メインパーソナリティの竹原信夫が編集長を務める『日本一明るい経済新聞』（関西地方の中小企業を紹介する目的で発行されている新聞）とのコラボレーションによる生放送番組で、池田泉州銀行が番組の開始当初からスポンサーに付いている。

## 概要
ラジオ・テレビとの兼営局だった毎日放送時代の2015年10月4日に、日曜日8:30 - 8:59の時間帯で放送を開始。株式会社MBSラジオが毎日放送のラジオ放送事業・ラジオ放送免許を承継した2021年の4月改編から、『地方創生プログラム　ONE-J』（TBSラジオの制作によるJRN32局ネットの生放送番組）が当該時間帯に編成されたことに伴って、同月4日以降は放送枠を日曜日の10:30 - 11:00に移している。
MBSラジオの放送対象地域である関西地方および、同局の番組を地上波で聴取できる地域が多い徳島県に本社を置く中小企業・ベンチャー企業の経営者・代表者をゲストに迎えて、その企業の経営姿勢や経営者としての理念などを竹原が訊くコーナーを中心に構成。「かけこみプロモーション」（企業・団体の代表者がリスナーに訴求したい商品・サービス・イベントを30秒で紹介するコーナー）、「ヤングパワー　若者の挑戦」（産学連携の研究に取り組む大学生を取材したコーナー）、「ハロージャパン!スタディジャパン」（日本国内の中小企業に勤務する外国人から日本で学んだことを教わるコーナー）、「みんなのSDGs」（SDGsへの達成に向けた取り組みを実施している企業・団体などを取材したコーナー）を週替わりで組み合わせている。
前述したゲストコーナーには、基本として1名のゲストが2週連続でMBSラジオのスタジオに出演。ゲストのスケジュールなどとの兼ね合いで、1週分だけ出演する場合や、放送の前に収録する場合がある。日本国内で新型コロナウイルス感染症の流行が始まった2020年以降は、ゲストがリモート方式で出演することも多い。このコーナーの同録音源は、初回分から番組公式サイトの「アーカイブリスト」で公開されているほか、ポッドキャストで定期的に配信。日本一明るい経済新聞では、このコーナーの放送内容を文字と写真で記録したフルカラーの番組本として、2018年3月に『関西元気な経営者のぶっちゃけトーク』、2021年3月に『関西元気な経営者のぶっちゃけトーク2 スタートでーす!』（アーカイブ音源を公開しているページへのQRコードを付けた書籍）を発行している。
番組の開始当初から池田泉州銀行がスポンサーに付いていて、ゲストコーナーと週替わりコーナーの合間に「関西ええとこ」（関西地方の魅力を紹介するCM）を放送。一時は他社と共同で番組を提供していたが、放送上は「提供（社）」ではなく「協力（社）」と扱われている。また、2022年からは、当番組の主催・池田泉州銀行の協賛による「SDGsフォーラム」（公開収録方式のシンポジウム）を年に2 - 3回のペースで実施。その時に収録した音源を編集したうえで、後日の夜間（主に土・日曜日の20時台）に特別番組として放送しているほか、収録した動画をMBSラジオのYouTube公式チャンネルから配信している。
番組の開始当初から高井美紀（毎日放送アナウンサー）が竹原のパートナー（放送上の肩書は「編集部員」）を長らく務めてきたが、2023年1月22日・1月29日放送分（ゲストは両日ともレスタス創業者・代表取締役CEOの大脇晋）には、高井に代わって古川圭子（高井の同僚アナウンサー）が出演していた。しかし、高井が同年1月25日（水曜日）に55歳で急逝していたことを毎日放送が2月2日（木曜日）に初めて公表したことを受けて、当番組では高井の訃報を伝える一文を公式サイトのトップページへ掲載。2月5日放送分では、古川の代演で1月25日に収録したゲストコーナーの前編（ゲストは株式会社やすい代表取締役社長の保井元吾）と「かけこみプロモーション」の音源を当初の予定に沿って流した後に、高井の訃報を受けて竹原と古川が生前の高井を偲ぶパートを番組の終盤に急遽組み込んだ。
なお、MBSラジオの番組表では2023年2月5日放送分から竹原だけを「当番組の出演者」として紹介していたが、実際には古川・保井出演分の後編を翌週（2月12日）に放送。2月19日放送分から4回にわたって組まれていた「大阪・関西万博特集」（テーマ事業プロデューサーへのインタビュー特集）のうち、同日と2月26日放送分では、高井が1月11日（水曜日）に臨んでいたインタビュー収録（ゲストはいずれも石黒浩）の音源を中心に構成していた。3月中は古川が出演を再開していたものの、4月2日放送分から松川浩子（池田泉州銀行による前述のCMでナレーションを担当している後輩アナウンサー）が「編集部員」の役割を正式に引き継いでいる。